# Prhati (Barban)
Pour les articles homonymes, voir Prhati.
Prhati (en italien : Percati) est une localité de Croatie située en Istrie, dans la municipalité de Barban, dans le comitat d'Istrie. En 2001, la localité comptait 157 habitants.

## Démographie
| 1948 | 1953 | 1961 | 1971 | 1981 | 1991 | 2001 |
| ---- | ---- | ---- | ---- | ---- | ---- | ---- |
| 155  | 160  | 134  | 143  | 167  | 141  | 157  |